# Emblema

Esfera armilar - emblema pessoal do Rei D. Manuel I de Portugal

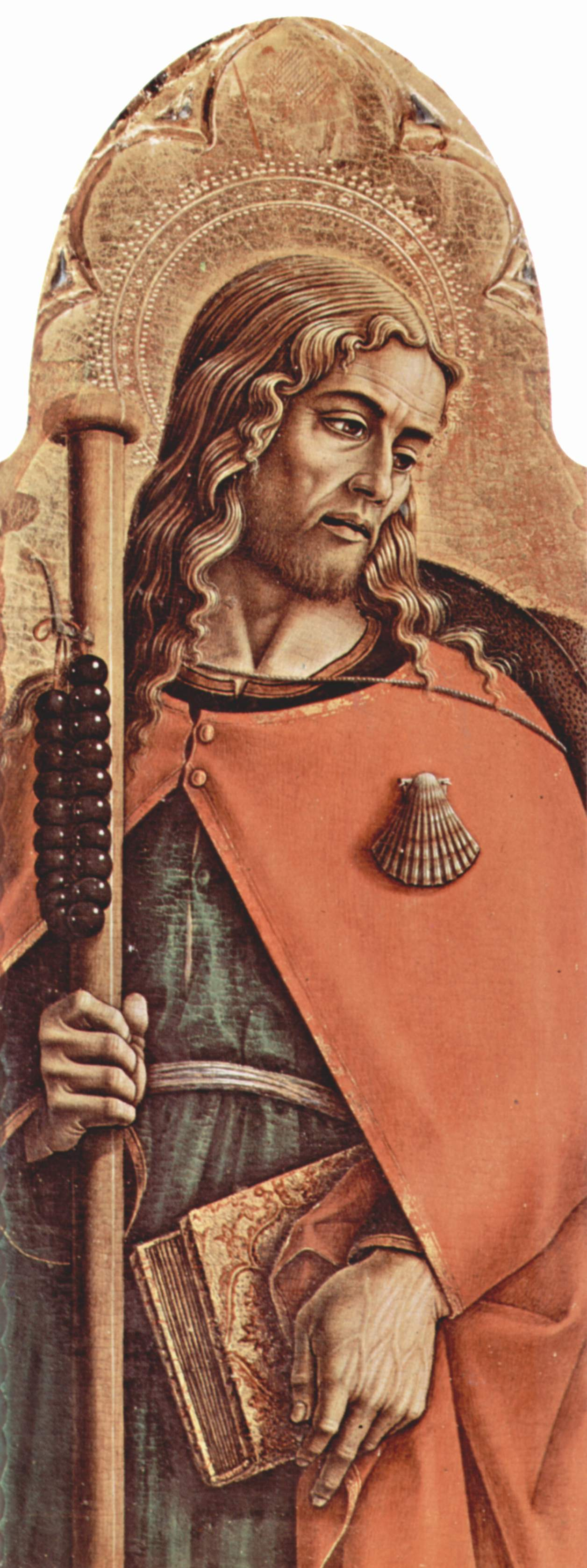
Sant'Tiago com o seu emblema ao peito, a vieira

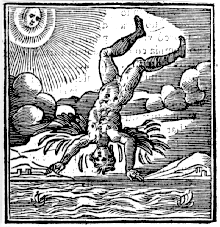
Emblema CIV do Emblematum Liber (1531) de Andrea Alciato que representa Ícaro

Emblema, empresa ou divisa é uma associação de uma imagem pictórica com uma legenda, que representa uma ideia ou uma entidade. Sobretudo, entre os séculos XV e XVIII, designaram-se "emblemas", cada um dos conjuntos constituídos por uma imagem enigmática acompanhada por uma frase que ajudavam a decifrar um sentido oculto moral, que era explicado por um texto em verso ou em prosa. A palavra "emblema" vem do termo grego "ἔμβλημα - émblema" - composto do prefixo "ἐν - én" e do verbo "βάλλω - balló" (colocar) - significando "o que está colocado dentro" ou "o que está encerrado".

## Emblemaversussímbolo
Os termos "emblema" e "símbolo" são usados no dia-a-dia como significando a mesma coisa. No entanto existe uma distinção, sutil, entre ambos. A associação entre o símbolo e aquilo que este representa é direta e óbvia. Ao contrário, a associação entre um emblema e aquilo que este representa é indireta, necessitando de ser analisada e decifrada.
O emblema é, por isso, muitas vezes utilizado para representar, em termos visuais concretos, abstrações como entidades divinas, povos, nações, virtudes morais ou pecados.
Um emblema pode ser utilizado como distintivo identificador. Por exemplo, uma vieira - emblema de Sant'Iago - pregado às roupas, identificava um peregrino, durante a sua peregrinação a Santiago de Compostela. Na Idade Média foram atribuídos emblemas a muitos santos, que serviam para os identificar em pinturas, esculturas ou outras representações. Esses emblemas são chamados "atributos", especialmente quando são representados junto à imagem do santo, numa obra de arte. Além da vieira de Sant'Iago, outros atributos famosos são a roda de Santa Catarina, a espada de São Paulo e a cruz vermelha de São Jorge.
Os membros das famílias reais e das grandes famílias nobres da Europa, adoptaram emblemas ou divisas pessoais, paralelamente aos seus brasões de armas. Algumas divisas famosas incluem a esfera armilar de D. Manuel I de Portugal, o sol de Luís XIV de França e o javali de Ricardo III de Inglaterra.

## Estrutura do emblema
O emblema clássico é composto, pelos seguintes elementos:
1. Uma imagem ou figura (o "corpo do emblema"). Esta imagem pode ser desenhada, gravada, esculpida ou pintada. É de capital importância para que o preceito moral, que se pretende transmitir, fique gravado na memória, depois de decifrado o seu sentido.
2. Uma legenda ou título ("alma do emblema", "lema" ou "mote"). A legenda pode ser uma sentença - normalmente críptica e, muitas vezes, escrita em língua estrangeira ou em Latim - que dá uma pista para completar o sentido da imagem ou corpo do emblema.
3. Um texto explicativo (o "epigrama"). Além do corpo e da alma, os emblemas apresentados nos livros de emblemas, são acompanhados de um epigrama, em prosa ou em verso. O epigrama inter-relaciona o sentido que o corpo do emblema transmite e que a sua alma expressa. Dependendo do receptor a quem era destinada a mensagem, o epigrama poderia ser escrito em língua vernácula ou em Latim, em prosa ou em verso.

De acordo com os seus elementos constituintes, o emblema, poder ser classificado como:
1. Verdadeiro - se transmite um significado metafísico;
2. Falso - se o seu significado não é metafísico;
3. Perfeito - se inclui corpo e alma;
4. Imperfeito - se lhe falta o corpo ou a alma.

## Livros de emblemas
Os livros de emblemas estiveram bastante em voga, entre o século XVI e o século XVIII. O primeiro conhecido deve-se ao jurisconsulto italiano Andrea Alciato que compôs 99 epigramas latinos, a cada qual atribuiu um título. Dedicou a sua obra a Maximiliano Sforza, duque de Milão. Quis a sorte que, através do conselheiro imperial Peutinger, a obra chegasse às mãos do impressor Steyner que, com visão comercial, considerou apropriado acrescentar uma ilustração a cada epigrama. A tarefa foi realizada pelo gravador Breuil e o livro foi publicado em 1531, em Augsburgo, com o título Emblematum Liber. A obra teve um enorme êxito - alcançando mais de 175 edições - e foi, prontamente, comentada e imitada por outros autores, como Guillaume Paradin e Paolo Giovio. Torcuatto Tasso escreveu a obra Dialogo dell'Imprese (Nápoles, ca. 1594) e Emanuele Tesauro compôs El Cannocchiale Aristotelico, o sia Idea delle Argutezze Heroiche vulgarmente chiamate Imprese, et di tutta l'Arte Simbólica e Lapidaria (Veneza, 1655). Também Cesare Trevisani escreveu um tratado sobre emblemática, o La Impresa… ampiamente da lui stesso dichiarata (Génova, 1569).
Relativamente a livros de emblemas de autores portugueses, destaca-se a obra Discurso sobre a Vida e a Morte de Santa Isabel Rainha de Portugal e Outras Várias Rimas (Lisboa, 1596), de Vasco Mousinho de Quevedo e Castelbranco.